# Клязьма
Кля́зьма — река в Европейской части России, крупнейший левый приток Оки. Протекает по территории города Москвы; Московской, Владимирской, Ивановской и Нижегородской областей.
В Средние века — одна из основных водных транспортных артерий Северо-Восточной Руси.

## География
Длина — 686 км, площадь бассейна — 42,5 тыс. км². Среднегодовой расход воды у города Коврова — 145 м³/с, что соответствует объёму стока 4,576 км³/год. Питание преимущественно снеговое. Замерзает в ноябре, вскрывается в первой половине апреля.
Река берёт начало в пределах Московской возвышенности, близ Солнечногорска на высоте более 225 м над уровнем моря. В пределах Подмосковья находятся 228 км течения Клязьмы и 6270 км² её водосбора. От истока течёт на юго-восток, по территории Солнечногорского района, а затем по границе Молжаниновского района Москвы, где у села Черкизово круто поворачивает на восток. Далее протекает мимо аэропорта Шереметьево и деревни Мелькисарово, через Клязьминское и Пироговское водохранилища, где смешивается с водами Волги. Берега в верхнем течении Клязьмы высокие, долина узкая. У впадения в Клязьминское водохранилище ширина реки достигает 12 м. Выше и ниже названных водохранилищ сток Клязьмы регулируется, ширина её у платформы Клязьма Ярославского направления Московской железной дороги — около 20 м.
Течёт в основном по Мещёрской низменности. В пределах Мещёры правый берег реки значительно ниже левого. Ниже устья Тезы по низкому левому берегу начинается Балахнинская низменность, по правому — крутой берег (до 90 метров), относящийся к Гороховецкому отрогу. Ширина в Ногинске — 50 м, во Владимире — 130 м. Кое-где Клязьма имеет ширину свыше 200 м. Максимальная глубина — 8 м, преобладает небольшая (1—2 м). Местами река прорезает известняковые толщи. Дно глинистое, местами песчаное. В нижнем течении в пойме и долине реки находится большое количество озёр, многие из которых старичного происхождения: Великое Луговское, Великое, Никола, Сорокино, Ореховое, Долгое, Ламхоро, Смехро и другие. 
На левом берегу между Ковровом и устьем Тезы расположен государственный природный заказник «Клязьминский» (до 1978 года здесь были два боброво-выхухолевых заказника местного значения: Южский в Ивановской и Ковровский во Владимирской области).
На реке Клязьме обнаружены могильники фатьяновской культуры в районе Ногинска (Буньковский могильник), Орехово-Зуева (Верейский могильник), деревни Шашева (Ковровский могильник).

## Притоки
(расстояние от устья)
- 14 км: река Суворощь (пр)
- 68 км: река Лух (лв)
- 79 км: река Исток (лв)
- 88 км: река Волшник (пр)
- 110,7 км: река Тара (пр)
- 111 км: река Мстёрка (пр)
- 135 км: река Теза (лв)
- 151 км: река Шижегда
- 173 км: река Уводь
- 190 км: река Нерехта
- 244 км: река Судогда
- 269 км: река Нерль
- 285 км: река Рпень
- 326 км: река Колокша
- 329 км: ручей Шаловка
- 336 км: река Ворша

Бассейн Клязьмы

- 343 км: ручей Ундолка (ручей Вороновка)
- 378 км: река Поля
- 396 км: река Пекша
- 404 км: река Большая Липня
- 416 км: река Берёзка
- 441 км: река Вольга
- 445 км: река Щитка
- 459 км: река Киржач
- 466 км: река Дубна
- 476 км: река Вырка
- 481 км: река Дрезна
- 502 км: река Вохонка
- 514 км: река Плотня
- 516 км: река Шерна
- 524 км: река Загрёбка
- 526 км: река Черноголовка
- 526 км: река Лавровка
- 540 км: река Шаловка
- 551 км: река Воря
- 577 км: река Уча
- 640 км: река Альба
- 665 км: река Радомля
- 671 км: река Чернавка

Крупнейшие притоки: слева — Уча, Воря, Шерна, Киржач, Пекша, Колокша, Нерль, Уводь, Теза и Лух; справа — Поля, Судогда и Суворощь.

## История

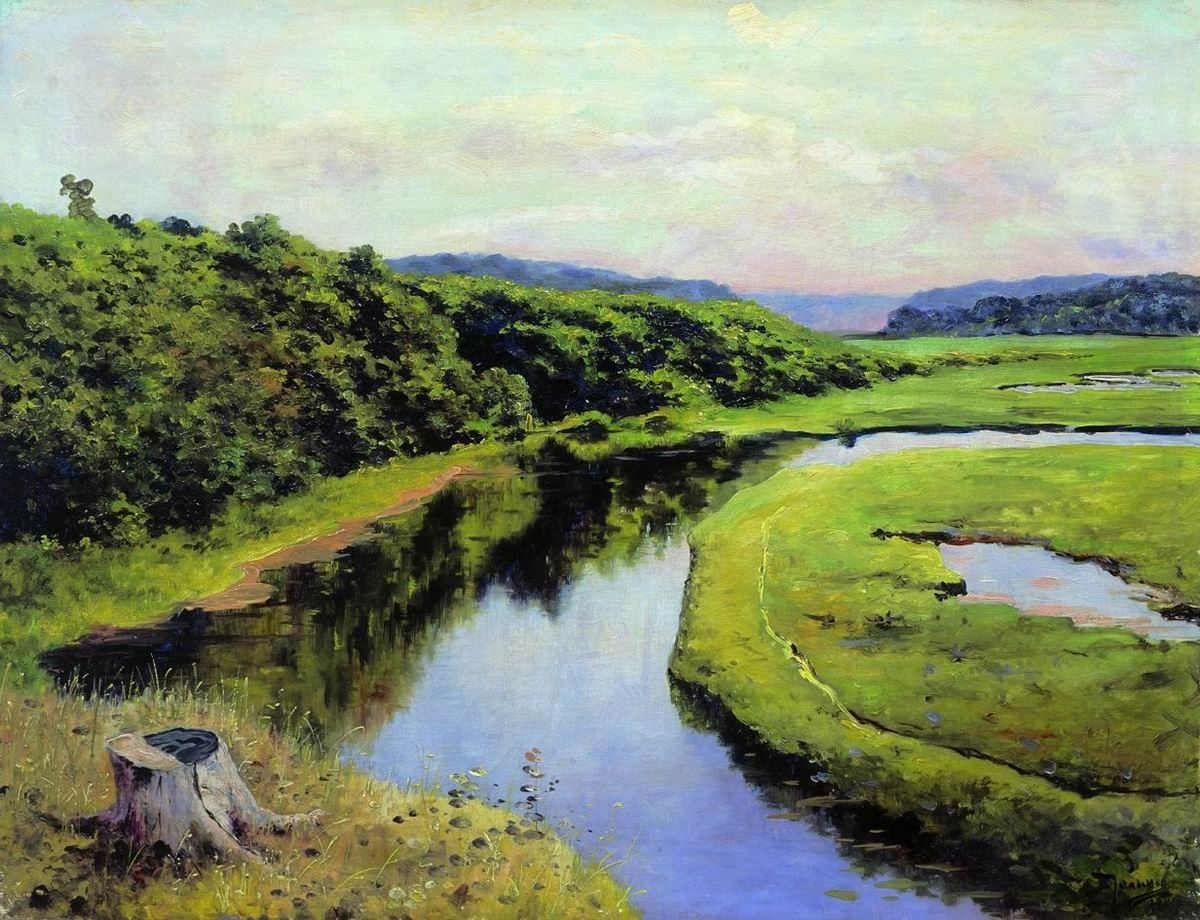
Жуковка на Клязьме, Василий Поленов, 1889

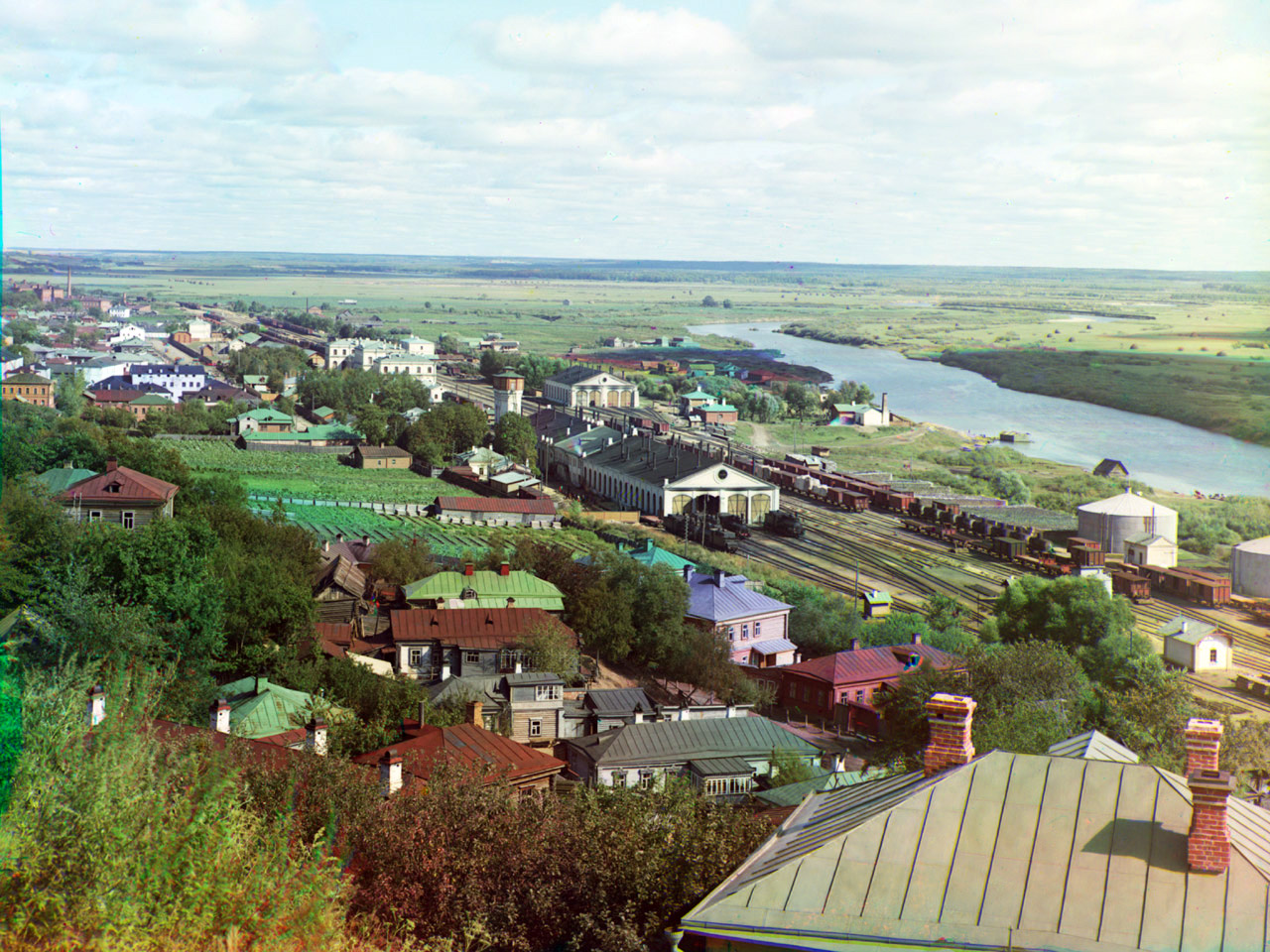
Вид на Владимирский вокзал и Клязьму в 1911 году, фото Прокудина-Горского

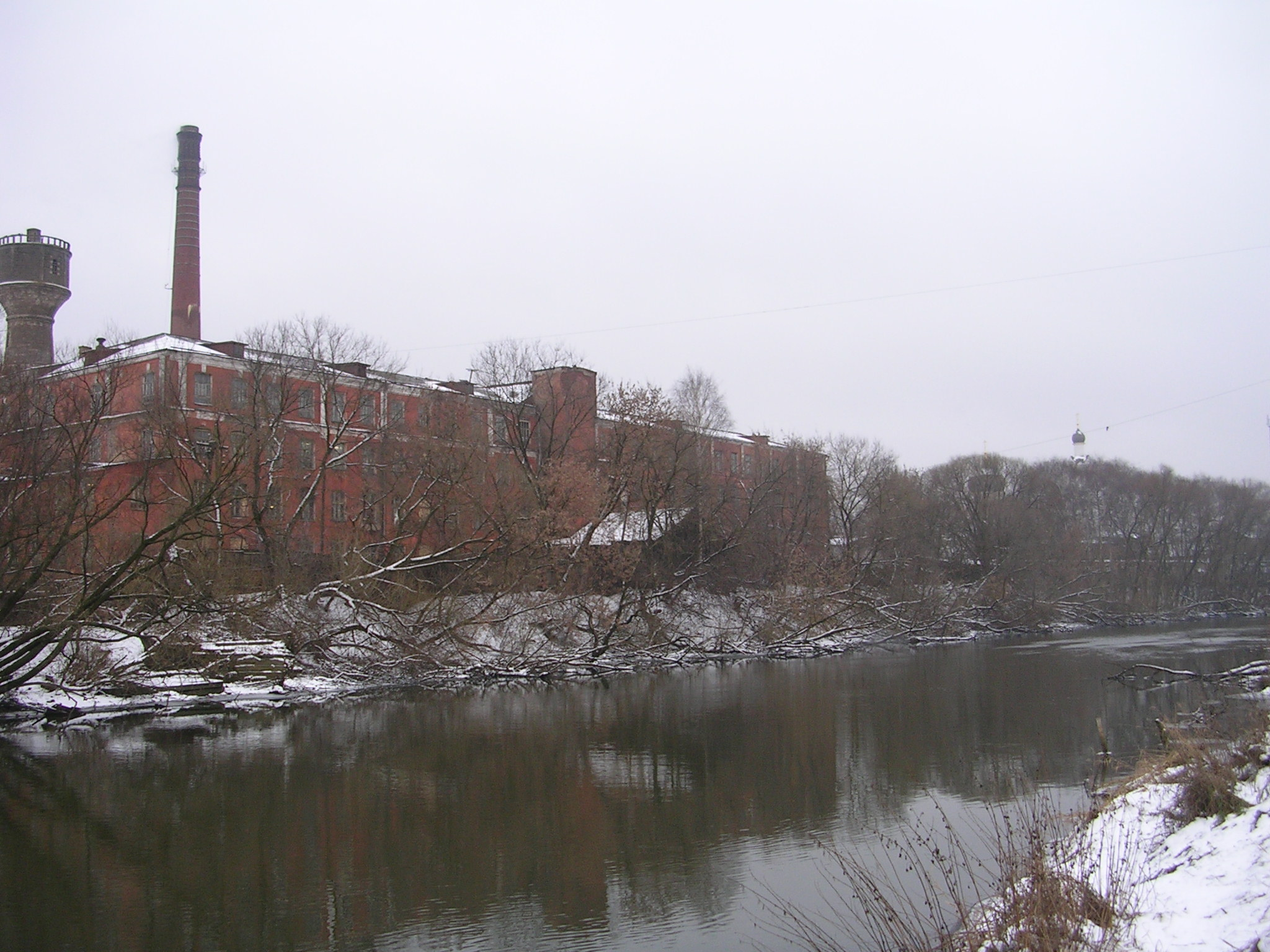
Шерстяная фабрика (основана в 1883) на Клязьме в Ногинске

На берегах реки и всего бассейна издавна селился человек. Археологами раскопаны стоянки древнего человека эпохи палеолита — знаменитая Сунгирь, мезолита — например, у деревни Саурово, около Павловского Посада, много неолитических (в том числе у посёлка Большое Буньково Ногинского района — стоянки льяловской и фатьяновской культур), поселения дьяковской культуры. Позднее берега Клязьмы заселяли такие племена, как мещера, меря и мурома. Им на смену пришли славяне, о чём свидетельствуют многочисленные славянские курганные могильники вдоль берегов Клязьмы.
По предположению краеведа А. Ф. Малявко, название реки Клязьма имеет финно-угорское происхождение и может быть переведено как «место, богатое рыбой» («kalaisa maa»).
С рекой и её притоками связано развитие всего северо-востока Руси, начиная с Владимиро-Суздальского княжества (XII век). В это время река с притоками использовалась для судоходства на всём своём протяжении, что дало возможность далеко распространить своё влияние, а водные пути Клязьма — Сходня — Москва и Клязьма — Яуза — Москва, использовавшиеся ещё до славянского расселения, развили хозяйственную основу. Следы этого торгового пути сохранились в топонимике. Так, например, город Мытищи назван так потому, что располагался близ волока Яуза — Клязьма, а местные жители за услуги по перевозке грузов из реки в реку брали мыт (пошлину). Соседняя с Мытищами деревня называлась Баскаки, так как там сидели сборщики налогов (собственно, баскаки), контролировавшие волок и сбор пошлины.
В 1433 году близ Щёлкова произошла битва на Клязьме, в которой великий князь Василий II был побеждён своим дядей Юрием Дмитриевичем.
Со времён развития промыслов (XVII век) Клязьма сконцентрировала множество бумажных, керамических и особенно текстильных производств, сначала ремесленных, а позже фабричных и заводских.
В 1937 году в рамках индустриализации СССР завершено строительство канала имени Москвы, верховья Клязьмы были перекрыты Пироговской плотиной, образовавшей Клязьминское водохранилище. Сток через плотины, попутно вырабатывая электроэнергию, стал регулироваться и питаться водами верхней Волги и рек севера Московской области.
На Клязьме планировался каскад из пяти ГЭС. В 1940—1941 годах было начато, но вскоре с началом войны остановлено строительство двух ГЭС — под Владимиром (близ Улыбышево) и Ковровом (близ Погоста). Наследием строительства в месте створа Ковровской станции остаётся Пакинская колония (посёлок Пакино).
В первом (1935) и втором (1971) Генеральных планах развития Москвы предусматривалось строительство Восточного судоходного канала в обход Москвы, часть которого проходило по руслу Клязьмы.

## Река сегодня

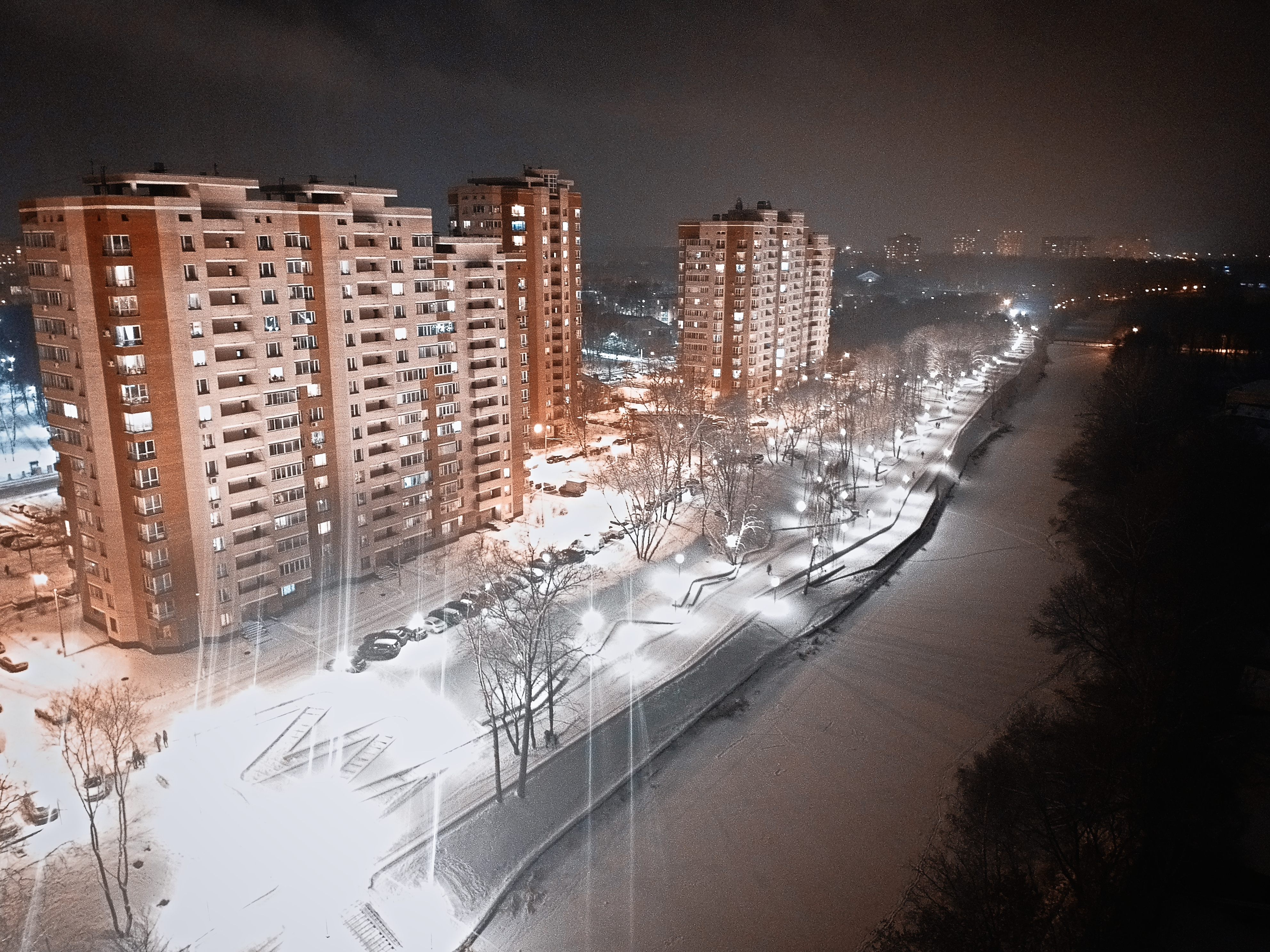
Зимняя река Клязьма в черте города Щёлково

На реке расположены такие крупные города, как Химки, Долгопрудный, Щёлково, Королёв, Лосино-Петровский, Ногинск, Павловский Посад, Орехово-Зуево, Собинка, Владимир, Ковров, Вязники, Гороховец.
Река обеспечивает водой как многочисленные производства, так и жителей крупных поселений в среднем и нижнем течении.
Судоходна на 267 км от устья до Владимира, используется для перевозки грузов баржами (в том числе намываемых здесь же песков). Полноценное судоходство в среднем течении ограничено малой глубиной и каменистым дном участка между Ковровом и Мстёрой. В целом река относится к VII классу по российской квалификации водных путей.
Есть грузовой порт в Вязниках, до 1990-х гг. работал основанный ещё в XIX веке судостроительный завод в Гороховце.

## Гидротехнические сооружения
Плотины:

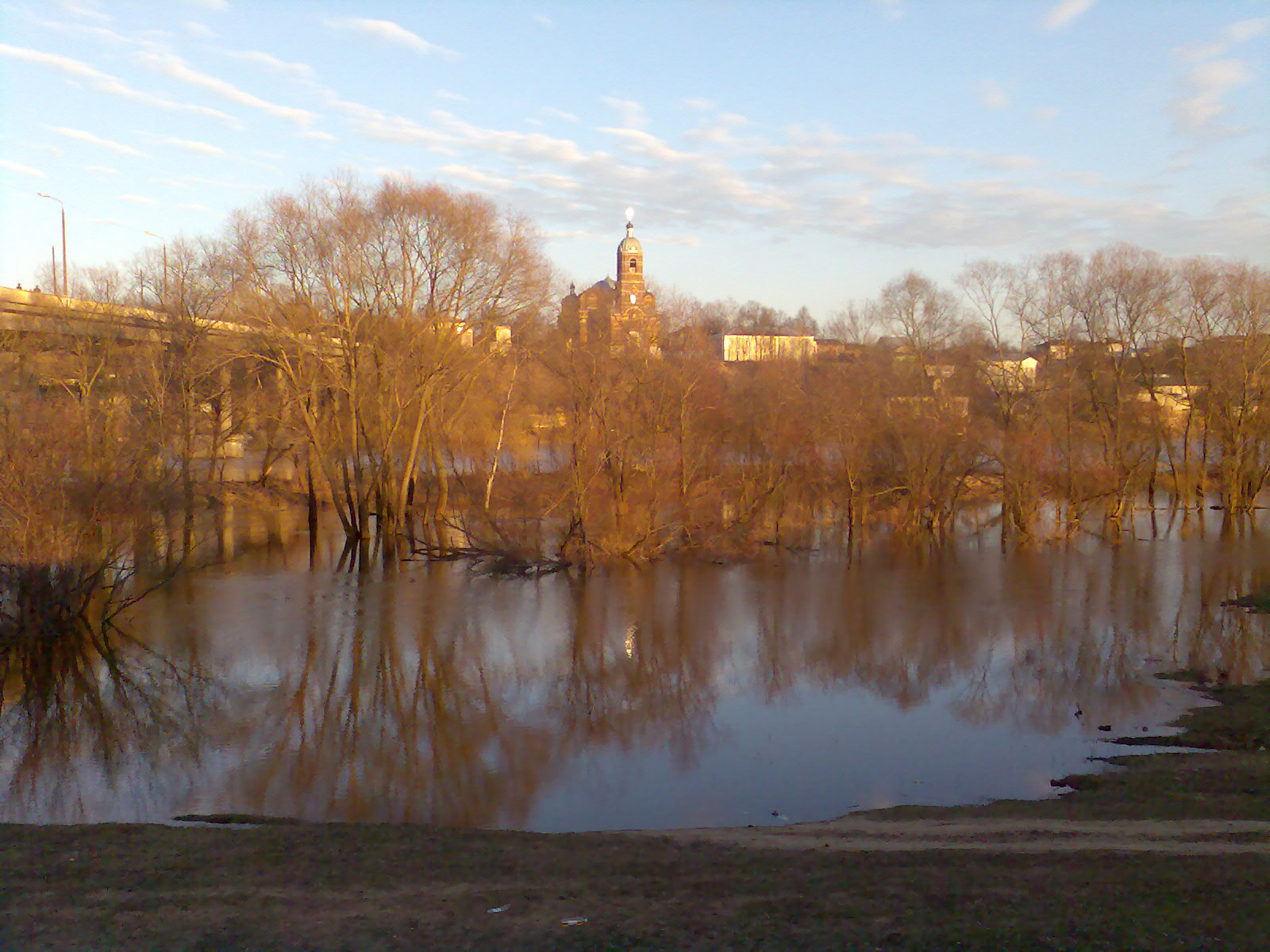
Спасо-Преображенский собор в Коврове

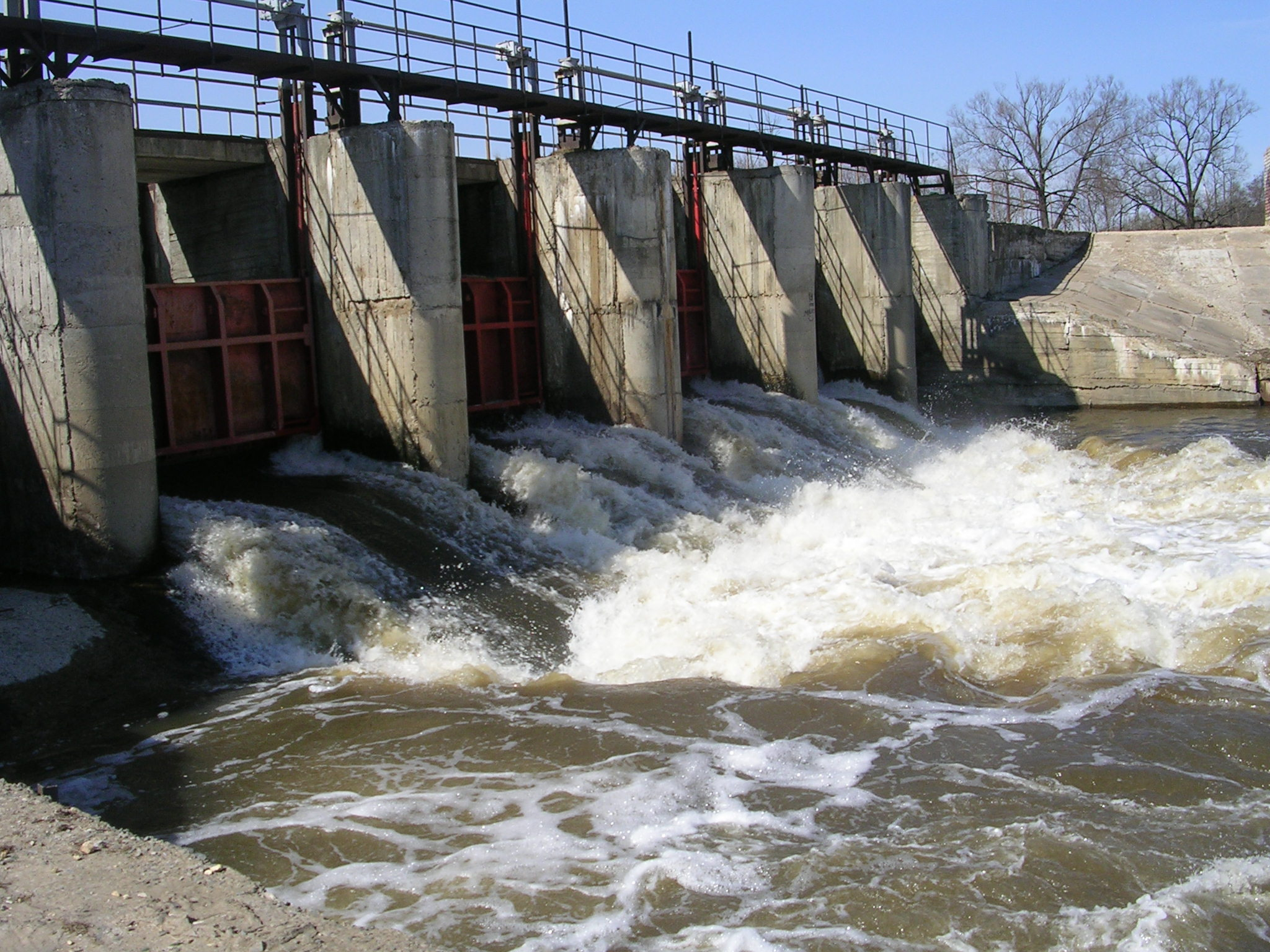
Водослив городской плотины в Ногинске

- в посёлке Лунёво (Солнечногорский район);
- Пироговский гидроузел в посёлке Пироговском;
- в селе Тарасовка;
- в микрорайоне Новые горки, город Королёв;
- село Амерово у города Щёлково;
- посёлок Свердловский;
- остатки плотины в городе Лосино-Петровском (у санатория «Монино»);
- в посёлке Обухово;
- в Ногинске — бетонная плотина высотой около 2,5 м с шестью регулируемыми водосливами и береговым водосбросом.

Стоки: очистные сооружения Щёлковской, Обуховской, Ногинской, Павлово-Посадской и Орехово-Зуевской водопроводно-канализационных систем.
В Московской области стационарное гидрологическое наблюдение ведут отделения московского центра по гидрометеорологии и мониторингу окружающей среды:
- комплексный гидрологический пост (включая гидрохимический пункт с двумя створами) в Орехово-Зуеве;
- гидрохимический пункт наблюдения в Щёлкове (три створа);
- гидрохимический пункт в Павловском Посаде (два створа).

### Мосты и путепроводы

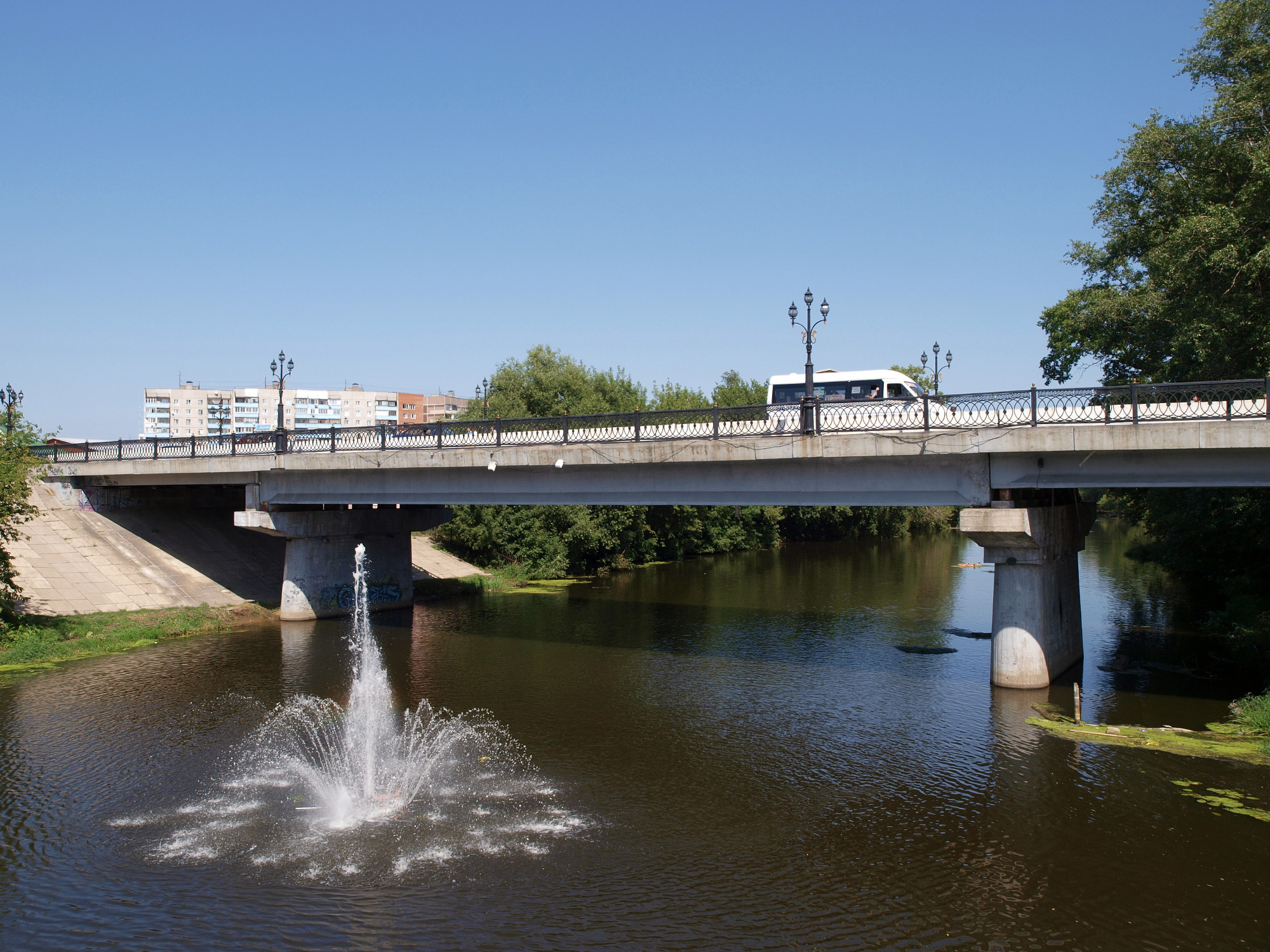
Мост Декабристов (Ногинск)

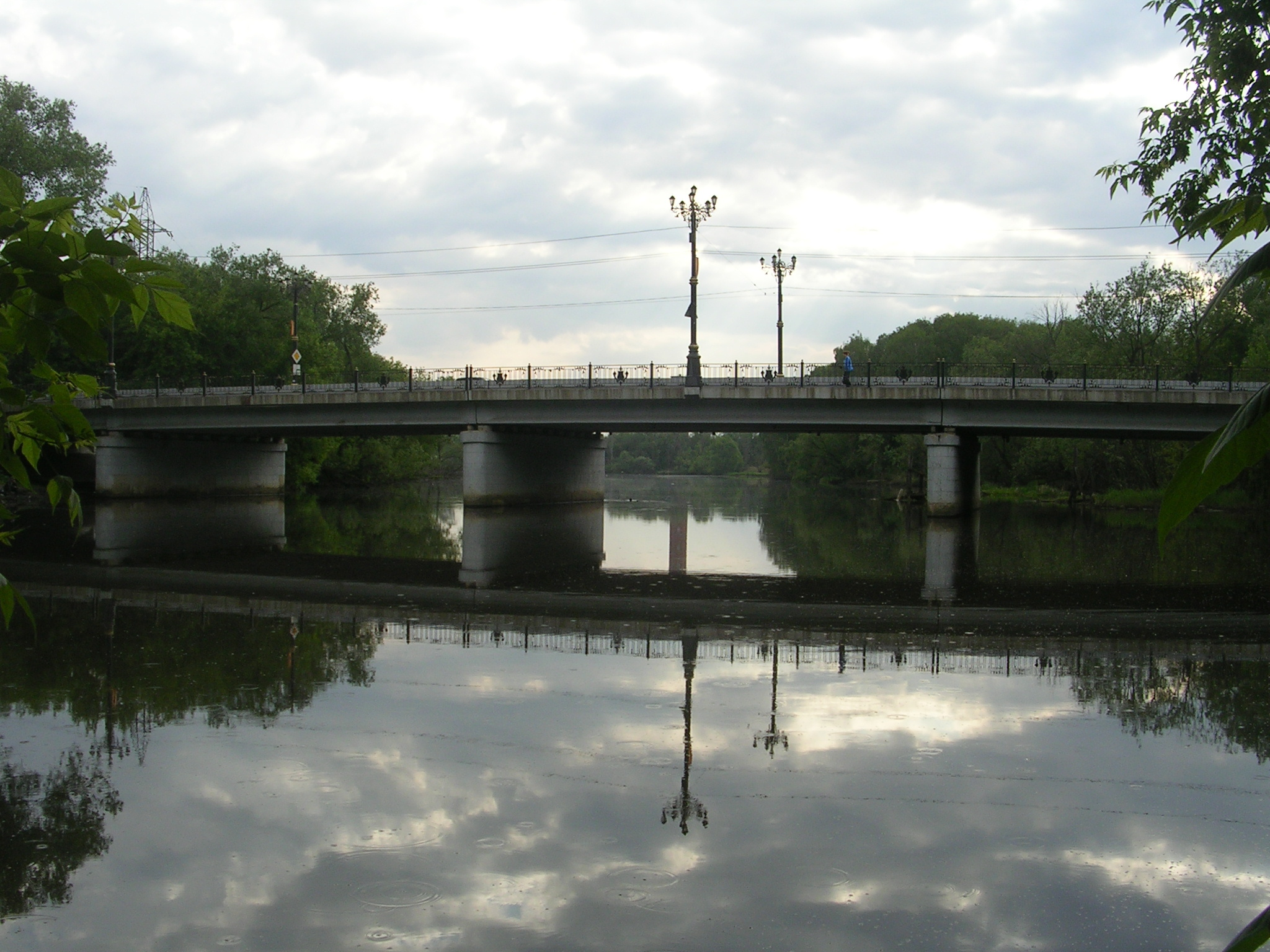
Захаровский мост (Ногинск)

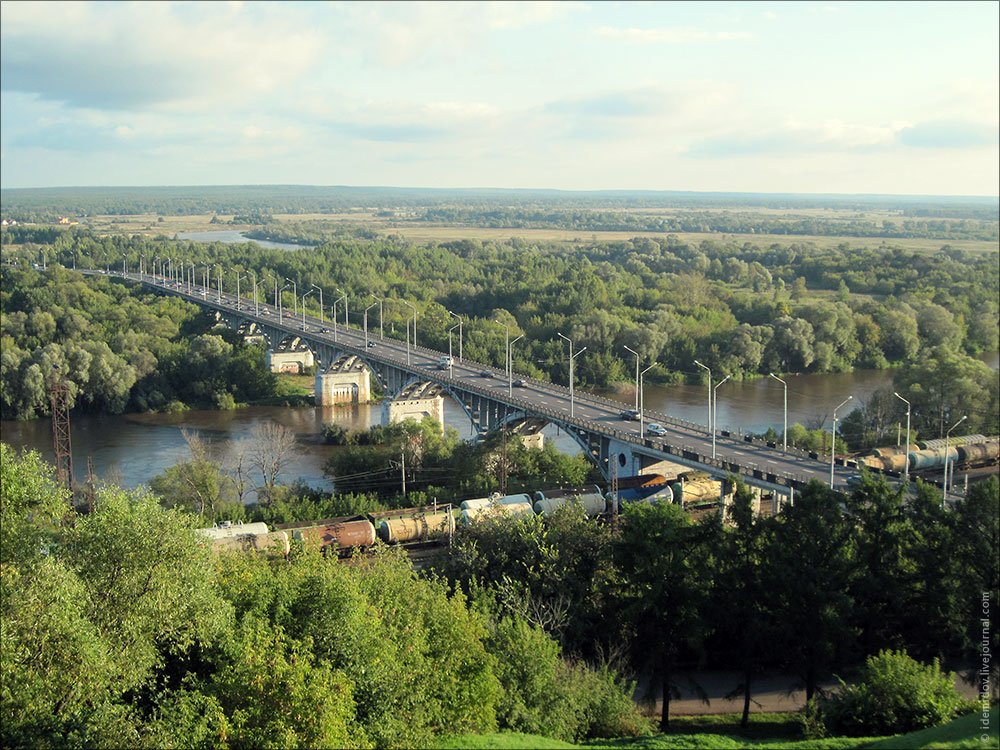
Мост имени 850-летия Владимира во Владимире

- Путепровод для самолётов в а/п Шереметьево
- Мост Шереметьевского шоссе
- Мост в Клушине (новая трасса Москва — Санкт-Петербург)
- Мост в Майдарове (новая трасса Москва — Санкт-Петербург)
- Мост Международного шоссе
- Долгопрудненский железнодорожный мост
- Мост Дмитровского шоссе
- Мост рядом с селом Богослово (трасса М7)
- Мост на трассе М-12 «Восток» (2022)
- Железнодорожный мост на линии Владимир — Тумская
- Мост на трассе М-12 «Восток» (2023)
- Мост на южном обходе Владимира трассы М7 (1998)
- Мост имени 850-летия Владимира (1958)
- Мост на трассе М7 (Пенкино)
- Железнодорожный ковровский мост
- Автомобильный ковровский мост
- Вязниковский мост
- Гороховецкий мост (трасса М7)
- Железнодорожный мост (Галицы)
- Автомобильный мост в г. Павловский Посад
- Железнодоржный мост близ д. Ковригино, городское поселение Павловский Посад

| Прочие, некрупные мосты                                                                            |
| -------------------------------------------------------------------------------------------------- |
| Железнодорожный мост около Бухарова                                                                |
| Мост в Болкашине                                                                                   |
| Мост в Никольском                                                                                  |
| Мост в пансионате «Морозовка»                                                                      |
| Мост на Льяловском шоссе                                                                           |
| Пешеходный мост на улице Левобережной (посёлок Менделеево)                                         |
| Мост на улице Пионерской (посёлок Менделеево)                                                      |
| Пешеходный мост на полигон МАИ                                                                     |
| Мост около посёлка Горизонт                                                                        |
| Мост у посёлка Искра                                                                               |
| Мост у посёлка Искра                                                                               |
| Мост в посёлке Лунёво                                                                              |
| Мост в посёлке Надежда                                                                             |
| Мост в Исакове                                                                                     |
| мост Осташковского шоссе (деревня Пирогово, улица Центральная)                                     |
| мост Пироговского шоссе (въезд в посёлок Пироговский)                                              |
| Акуловский мост                                                                                    |
| Клязьминский железнодорожный мост                                                                  |
| Мост трассы М8                                                                                     |
| Железнодорожный мост (Фрязинская ветка)                                                            |
| Мост в посёлке Лесные поляны                                                                       |
| Пешеходный мост в Королёве (микрорайон Первомайский)                                               |
| Мост в Королёве (микрорайон Болшево)                                                               |
| Пешеходный мост в Королёве (деревня Бурково)                                                       |
| Мост в Королёве (мост-плотина в микрорайоне Новые Горки)                                           |
| Мост у посёлка Краснознаменского (Щёлковский район)                                                |
| Пешеходный мост в Щёлкове (улица Соколовская — улица Серова)                                       |
| Пешеходный мост в Щёлкове (улица Пушкина — улица Серова — улица Талсинская)                        |
| Мост в Щёлкове (старый; на осень 2014 года закрыт на реставрацию)                                  |
| Мост Фряновского шоссе автодорога Р-110 (Щёлково, Пролетарский проспект)                           |
| Железнодорожный Щёлковский мост (тупиковая ветка от станции Щёлково до Щёлковского рудоуправления) |
| Пешеходный мост в районе Потапова к деревне Амерево (Щёлково)                                      |
| Мост в Щёлкове по улице Чкаловской на улицу Рабочую в деревни Кожино и Амерево                     |
| Мост автодороги А-103 между Анискином и посёлком Биокомбината (Щёлковский район)                   |
| Монинский мост                                                                                     |
| Ельнинский мост                                                                                    |
| Мост Декабристов (Ногинск)                                                                         |
| Захаровский мост (Ногинск)                                                                         |
| Железнодорожный мост Ногинского предприятия промышленного железнодорожного транспорта (ППЖТ)       |
| Мост трассы М7 (Богослово)                                                                         |
| Мост Победы (Павловский Посад)                                                                     |
| Городковский пешеходный мост (Павловский Посад)                                                    |
| Городковский мост (Павловский Посад)                                                               |
| Электрогорский железнодорожный мост (Павловский Посад)                                             |
| Подвесной пешеходный мост (Павлово-Посадский район)                                                |
| Гагаринский пешеходный мост (Орехово-Зуево)                                                        |
| Зуевский мост (Орехово-Зуево)                                                                      |
| Старый (отреставрированный) мост (Орехово-Зуево)                                                   |
| Парковский мост (Орехово-Зуево)                                                                    |
| Крутовский пешеходный мост (Орехово-Зуево)                                                         |
| Городищенский железнодорожный мост                                                                 |
| Мост на дороге Покров — Марково                                                                    |
| Мост на дороге Петушки — Крутово                                                                   |
| Мост в районе Костерёва (военный объект)                                                           |
| Собинский мост                                                                                     |

- Пешеходный мост в г. Павловский Посад

## Экология, фауна, флора
От города Щёлково до притоков Владимирской области непригодны для употребления в пищу как вода, так и её обитатели, непригодна вода и для купания.
Клязьма сильно загрязнена в своём верхнем течении, но всё же довольно богата рыбой (лещ, язь, подуст, жерех, окунь, щука, плотва, ёрш, налим, пескарь, уклейка, голавль, ротан, вьюн, карась). В наше время в Клязьме почти не встречаются сом и стерлядь, которыми река славилась в XIX и XX веке.
Прибрежная растительность представлена различными видами ив и осоки, частухой, тростником, рогозом, крапивой двудомной, геранью лесной, чередой трёхраздельной, водная растительность — ряской, кувшинкой, кубышкой, элодеей канадской, роголистником, различными видами рдеста.
Река доступна для сплава на байдарках с мая по сентябрь.